# Пріск Панійський
Пріск Панійський (дав.-гр. Πρίσκος, Πανίτης) (410—471) — візантійський дипломат, історик і письменник V століття.
Народився, ймовірно, в першій чверті V століття у фракійському містечку Паніон (Panium), від назви якого отримав за звичаєм того часу прозвання Панійський (Суда, pi, 2301). Паніон — невелике містечко на північному узбережжі Мармурового моря.
Пріск походив із заможної родини, що дала йому хорошу філософську і риторичну освіту. Після закінчення навчання в школі риторики Константинополя вступив на державну службу. Виконував дипломатичні доручення візантійських (східно-римських) імператорів. Автор твору «Візантійська історія й діяння Аттіли» в 5 книгах.
Його здібності були помічені і оцінені Максиміном, який займав високі пости при імператорі Східної Римської імперії Феодосії II, і він став секретарем і найближчим радником Максиміна. У 448 році Максимінові доручили очолити візантійське посольство до вождя гунів Аттіли. У ході подорожі за Дунай і перебування в ставці Аттіли Пріск, імовірно, вів докладний щоденник де згадує слова “мед” та “страва”. Записи з нього лягли в основу твору «Візантійська історія й діяння Аттіли», з якого до нашого часу дійшли фрагменти в переказі інших авторів.
Зміна імператора на візантійському престолі не завадила його подальшій кар'єрі. Вже на початку правління Маркіана в 450 році Пріск знаходився в Римі, де вів таємні переговори з сином франкського короля Хільдеріком I з метою перешкодити укладенню сепаратної угоди Риму з Франкським королівством, далі взяв участь у місіях в Аравію і Єгипет. Після смерті Максиміна Пріск перейшов на службу як радник з юридичних питань до Євфимія, магістра офіцій при імператорі Марціанові.
Серед дипломатичних місій Пріска найважливішою може вважатися відвідування «імперії» Аттіли. Опис гунів і їх вождя принесли йому популярність серед наступних істориків (напр. Йордана). Етнографічні замітки Пріска є цінним і рідкісним спостереженням очевидця про внутрішнє життя варварських народів епохи Великого переселення народів.